# Phalaenopsis aphrodite
Phalaenopsis aphrodite es una orquídea del género de Phalaenopsis de la subfamilia Epidendroideae de la familia Orchidaceae. Nativas del sudoeste de Asia desde Taiwán a Filipinas.

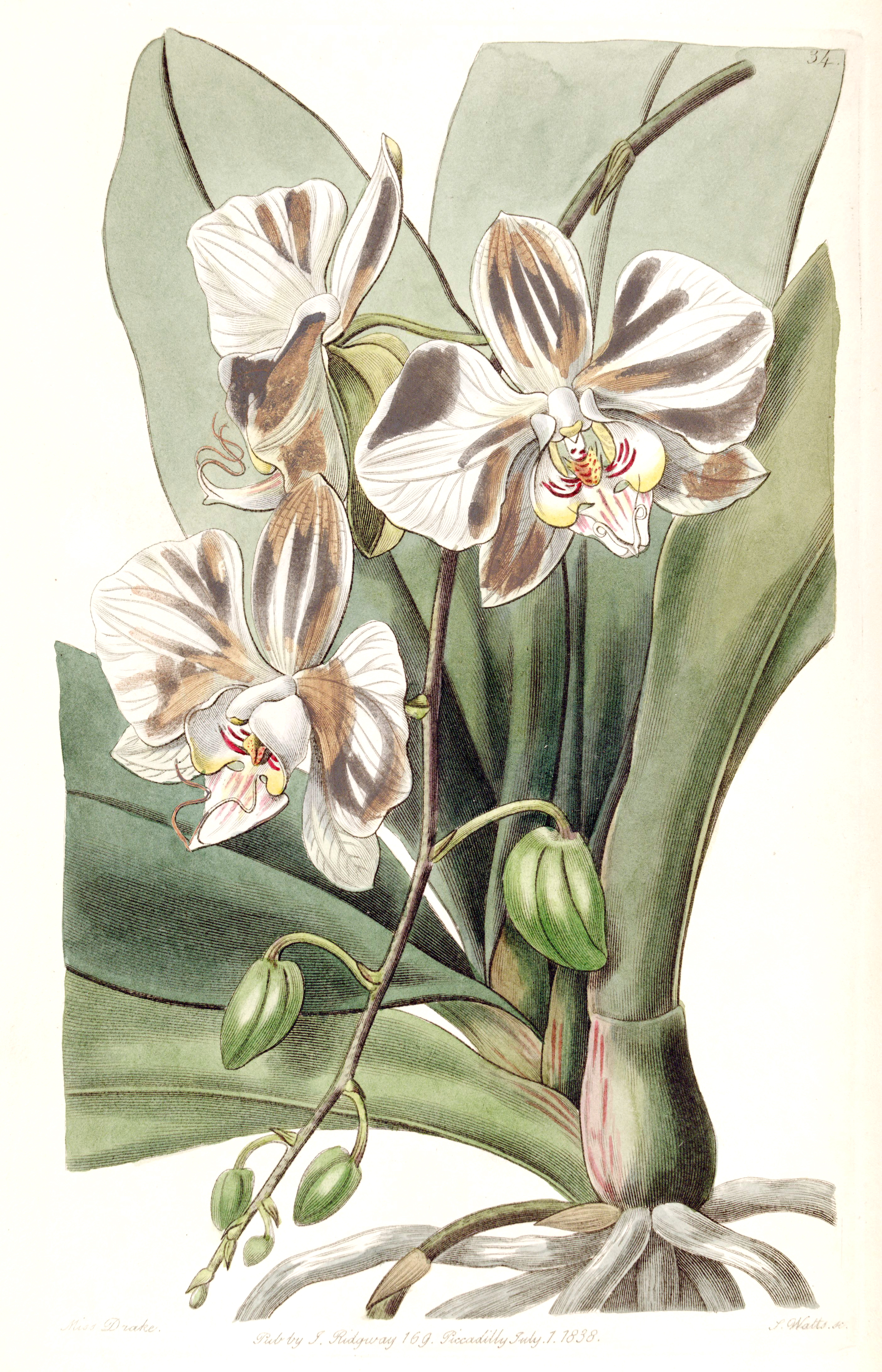
Ilustración

## Descripción
Se producen de Taiwán a las Filipinas en bosques primarios y secundarios en las elevaciones de 0-300 m s. n. m. Se asemeja a P. amablis pero difiere en el disco rojo de los labios, la mitad del lóbulo triangular y su flor es de menor tamaño con alrededor de 7,5 cm en lugar de los 10 cm de p. amablis.  La temporada de florecimiento es desde diciembre hasta abril en un lateral, con 9 dm de largo con muchas inflorescencias en racimo con flores pequeñas. Prefiere  la sombra y  condiciones de humedad.

## Taxonomía
Phalaenopsis aphrodite fue descrita por Heinrich Gustav Reichenbach y publicado en Hamburger Garten- und Blumenzeitung 18: 35. 1862.
Etimología
Phalaenopsis: nombre genérico que procede del griego phalaina = “mariposa” y opsis = “parecido”, debido a las inflorescencias de algunas especies, que recuerdan a mariposas en vuelo. Por ello, a las especies se les llama “orquídeas mariposa”.
aphrodite: epíteto dedicado a Afrodita (en griego antiguo Ἀφροδίτη) es, en la mitología griega, la diosa del amor, la lujuria, la belleza, la sexualidad y la reproducción. Aunque a menudo se alude a ella en la cultura moderna como «la diosa del amor», es importante señalar que normalmente no era el amor en el sentido cristiano o romántico, sino específicamente Eros (atracción física o sexual).
Sinonimia
1. Phalaenopsis amabilis Lindl. 1838
2. Phalaenopsis amabilis var ambigua Rchb.f. Burb. 1882
3. Phalaenopsis amabilis var aphrodite Rchb.f. Ames 1908
4. Phalaenopsis amabilis var aphrodite subvar erubescens (Burb) Ames 1908
5. Phalaenopsis amabilis var dayana Hort. ex Wärn 1881
6. Phalaenopsis amabilis var erubescens (Burb) Burb 1882
7. Phalaenopsis amabilis var formosana Shim 1921
8. Phalaenopsis amabilis var longifolia G.Don 1845
9. Phalaenopsis amabilis var rotundifolia G.Don 1845
10. Phalaenopsis ambigua Rchb.f 1862
11. Phalaenopsis aphrodite var dayana Veitch 1891
12. Phalaenopsis babuyana Miwa 1941
13. Phalaenopsis erubescens Burb. 1876
14. Phalaenopsis formosa
15. Phalaenopsis formosana
16. Phalaenopsis formosum 1941[3][4][5]